# 吉野町立吉野中学校
吉野町立吉野中学校（よしのちょうりつ よしのちゅうがっこう）は、奈良県吉野郡吉野町にある公立の中学校である。通称は吉中（よしちゅう）。

## 沿革
- 1956年5月 - 5つの中学校を統合し、開校。

## 校歌
- 佐佐木信綱作詞

## 著名な卒業生
- ゆりやんレトリィバァ - お笑い芸人